# Rhabdoblatta modiglianii
Rhabdoblatta modiglianii är en kackerlacksart som först beskrevs av Hanitsch 1932.  Rhabdoblatta modiglianii ingår i släktet Rhabdoblatta och familjen jättekackerlackor. Inga underarter finns listade i Catalogue of Life.